# لاسارتي-أوريا
بلدية لاسارتي-أوريا (بالإسبانية: Lasarte-Oria) هي بلدية تقع في مقاطعة غيبوثكوا التابعة لمنطقة إقليم الباسك شمال إسبانيا.

## الديموغرافيا
بلغ عدد سكان بلدية لاسارتي-أوريا 17.889 نسمة عام 2011 (وفقاً للمعهد الوطني للإحصاء الإسباني).
| 17.861 | 17.630 | 17.413 | 17.646 | 17.592 | 17.782 | 17.889 |

## أعلام
- مايالين تشوراوت
- ارتيز بوردا
- ميغيل أنخيل بلانكو
- غوركا بريت